# Daniel Villarreal
Daniel Villarreal Carrillo (* 1977 in Panama-Stadt) ist ein panamaischer, in den Vereinigten Staaten lebender Jazzmusiker (Schlagzeug, Perkussion, Komposition), der auch als Afro/Cumbia-DJ arbeitet.

## Leben und Wirken
Daniel Villarreal wuchs in Panama auf. Neben seinen Kenntnissen in verschiedenen Bereichen der traditionellen lateinamerikanischen Musik liegen seine Wurzeln als Schlagzeuger in der Progressive-Punk- und Hardcore-Szene Mittelamerikas, wo er Ende der 1990er Jahre mit seinen Bands Nohaydia und 2 Huevos 1 Camino aktiv war. Diese prägenden Erfahrungen bilden die Grundlage seiner musikalischen Karriere. Nach seinen Teenagerjahren in der Punkszene begann Villarreal eine Ausbildung bei Freddy Sobers, dem Schlagzeuger von El General und Nando Boom (beide bekannt für ihre Reggaeton-Musik in Panama). Sobers brachte ihm bei, alle Arten von Rhythmen zu spielen, von Reggaeton bis hin zu Salsa-Musik.
Anfang der 2000er-Jahre wanderte Villarreal in die USA aus; das erste Jahrzehnt verbrachte er auf einer Farm in der Nähe von Woodstock, Illinois, wo er als Sozialarbeiter tätig war. Als er mehr Kooperationspartner fand, mehr Auftritte spielte und sich stärker in die dortige Musikszene einfügte, zog er Anfang der 2010er-Jahre nach Chicago, um dort als Vollzeitmusiker zu arbeiten.
Bekannt wurde er vor allem für seine Arbeit als Gründungsmitglied der Band Dos Santos, zu der Musiker aus Mexiko, Panama und Puerto Rico gehören; außerdem bildete er mit dem Gitarristen Beto Martinez das Duo Los Sundowns und war Mitglied der traditionellen Son-Jarocho-Gruppe Ida y Vuelta. Darüber hinaus hat er den Singer/Songwriter Rudy De Anda und Wild Belle live und bei Aufnahmen unterstützt.
Nach einem weiteren Jahrzehnt von Sideman-Arbeit, zu der auch die wachsende nationale Bekanntheit von Dos Santos gehörten (deren Album City of Mirrors erschien 2021), begann er ein eigenes Soloalbum zu konzipieren. Ein Aufenthalt in Los Angeles führte zu Villarreals Improvisationen mit einem Ensemble, darunter Elliot Bergman, Jeff Parker, Kellen Harrison, Anna Butterss und Bardo Martinez. Parker und Butterss konnten dabei auf ihre umfangreiche Erfahrung beim freien gemeinsamen Spielen zurückgreifen, wie auf Parkers Mondays at the Enfield Tennis Academy (2022). Die nächsten zwei Jahre verbrachte er mit Aufnahmesessions in Chicago und Los Angeles; und im Frühjahr 2022 veröffentlichte er sein Debütalbum Panamá 77 auf International Anthem.
Panamá 77 erhielt großes Kritikerlob, darunter von der Chicago Tribune, Remezcla, Treble Zine (die es in ihre „50 besten Alben des Jahres 2022“ aufgenommen haben) und von Aquarium Drunkard, deren Kritiker schrieb: „Das Debütalbum … kommt genau zum richtigen Zeitpunkt und strahlt erdigen und feuchten Spiritual Jazz aus.“ Weiteres Material der Sessions mit Parker und Butterss erschien 2023 bei International Anthem auf dem Album Lados B. Zu hören ist Villarreal auch auf Jaimie Branchs letztem Album Fly or Die Fly or Die Fly or Die ((World War)) (2023).
Villarreal hat zwei Töchter.

## Würdigung
Es ist keine Überraschung, dass Villarreals erstes Solostück eine faszinierende Vielzahl instrumentaler Folk-Funk-Klänge und psychedelischer Jazz-Texturen enthalte, hieß es in der Eisenberg Review. Diese fesselnde Veröffentlichung sei sowohl als eine Hommage an die Klänge von Villarreals Jugend als auch an seine lebendige musikalische Gegenwart zu betrachten.
Sich mit Panamá 77 auseinanderzusetzen bedeute, die Klänge zu verstehen, die den Künstler dahinter geprägt haben, schrieb Jeff Terich (Treble). Im Vergleich zu City of Mirrors seicdies eher ein Jazz-Album, […] auf die Weise, dass seine Band viele verschiedene Klänge und gelebte Erfahrungen zu einer fließenden, sich jedoch ständig verändernden Mischung filterte. So höre sich Panamá 77 wie eine Autobiografie an und zolle auch der lateinamerikanischen Roots-Musik Tribut, mit der der in Panama geborene Villarreal als rebellischer Geist des Punk aufgewachsen ist, wo seine musikalische Reise vor Jahrzehnten begann.